# Дослідження «випадок-контроль»

Порівняння дослідження "випадок-контроль" та когортного дослідження на часовій шкалі. "ОR" означає "відношення шансів", а "RR" означає "відносний ризик".

Дослідження «випадок-контроль» — це тип спостережного дослідження, в якому дві існуючі групи, що різняться за результатами, ідентифікуються та порівнюються на основі деякої передбачуваної причинної ознаки. Дослідження "випадок-контроль" часто використовуються для виявлення факторів, які можуть впливати на медичний стан, порівнюючи суб'єктів, які мають такий стан/захворювання ("випадки") з пацієнтами, які не мають його, але схожі за іншими показниками ("контроль" "). Вони вимагають менше ресурсів для проведення, але надають менше доказів для встановлення причинно-наслідкового зв'язку, ніж рандомізоване контрольоване дослідження. У дослідженні "випадок-контроль" ми отримуємо тільки показник відношення шансів (odds ratio), який має нижчий рівень доказовості для визначення сили зв'язку між факторами, порівняно з відносним ризиком (relative risk). 
За визначенням законодавства України дослідження "випадок-контроль" - вид фармакоепідеміологічного  дослідження,  яке  проводиться  на  двох групах  пацієнтів,  в  однієї  з яких присутні конкретні ятрогенні захворювання чи побічні реакції,  а  в  другої  -  немає  подібних захворювань  чи  побічних реакцій,  з метою виявлення кумулятивних ефектів при тривалому застосуванні лікарських засобів та серйозних побічних реакцій. 

## Визначення
Дослідження "випадок-контроль" є типом епідеміологічного спостережного дослідження. Спостережне дослідження - це дослідження, в якому суб'єкти не рандомізовані на групи, що піддаються або не піддаються впливу певного чинника. Суб'єктів лише спостерігають з метою визначення впливу на них певного чинника, так і результату цього впливу. На сам чинник, що діє на суб'єкта, дослідник не впливає. 
Епідеміологічний словник Порта визначає дослідження "випадок-контроль" як спостережне епідеміологічне дослідження осіб, що мають захворювання (або іншу змінну результату), і відповідну контрольну групу осіб без захворювання (група порівняння, референтна група). Потенційний зв’язок гіпотетичного фактора ризику чи ознаки із захворюванням вивчається шляхом порівняння хворих та нехворих суб'єктів. При цьому враховують частоту наявності цього фактора або ознаки (або, якщо вона кількісна, її рівні) у кожній групі (хворі та нехворі)» 
Наприклад, у дослідженні, яке намагається показати, що у людей, які курять (ознака), швидше діагностується рак легень (результат), випадками ввжатимуться люди з раком легенів, контролем - особи без раку легенів (не обов'язково здорові), і деякі (але не всі) з кожної групи були б курцями. Якщо більша частка "випадків", ніж осіб з групи контролю, курить, це говорить (але не переконливо показує), що гіпотеза справедлива. 
Дослідження "випадок-контроль", часто контрастує з когортними дослідженнями, де спостерігають суб'єкті, на яких діє або не діє певний чинник до тих пір, поки у них не з'явиться результат, який цікавить дослідника.  

### Вибір контрольної групи
Особи з контрольної групи не повинні бути здоровими; включення в дослідження хворих людей іноді доцільне, оскільки контрольна група повинна представляти осіб, які мають ризик стати випадками. Контрольні особи мають належати тієї ж популяції, що і особи з групи "випадків", і їх вибір повинен бути незалежним від досліджуваного чинника.
Учасники контрольної групи можуть мати те ж захворювання, що і учасники експериментальної групи ("випадки"), але іншого ступеня/тяжкості, тому відрізняються за досліджуваними результатами. Однак, оскільки різниця між "випадками" та "контролем" буде малою, це призводить до зниження потужності для виявлення ефекту впливу досліджуваного чинника. 
Як і в будь-якому епідеміологічному дослідженні, більша кількість учасників збільшує його потужність. Кількість "випадків" і контрольних осіб не мають обов'язково бути рівними. У багатьох ситуаціях набагато простіше набирати контрольних учасників, ніж знаходити "випадки". Збільшення кількості контрольних учасників відносно кількості "випадків", аж до співвідношення приблизно 4 до 1, може бути економічно ефективним способом поліпшити дослідження. 

### Проспективні та ретроспективні когортні дослідження[7]
Проспективне дослідження спостерігає за результатами, такими як розвиток захворювання, протягом періоду дослідження і пов'язує його з іншими факторами, такими ймовірний(і) фактор(и) ризику чи захисту. Таке дослідження зазвичай передбачає набір групи (когорти) суб'єктів і спостереження за ними протягом тривалого періоду. Досліджувані результати мають бути частими; інакше їх кількість буде занадто малою, щоб стати статистично значущою (відрізнятись від тих, які могли виникнути випадково). Необхідно докласти усіх зусиль, щоб уникнути джерел упереджених і викривлених висновків, наприклад, втрата учасників для спостереження під час дослідження. Проспективні дослідження зазвичай мають менше потенційних джерел упередженості та викривлення їх висновків, ніж ретроспективні дослідження. 
З іншого боку, ретроспективне дослідження дивиться у минуле та вивчає вплив на потенційних факторів ризику або захисту стосовно результату, встановленого на початку дослідження. Багато цінних досліджень "випадок-контроль" були ретроспективними, наприклад, дослідження Лейн та Клейпона 1926 року щодо факторів ризику раку молочної залози. Джерела помилок висновків через викривлення та упередженість частіше зустрічаються в ретроспективних дослідженнях, ніж у перспективних дослідженнях. Через що, ретроспективні розслідування часто піддаються критиці. Однак, якщо досліджуваний результат є рідкісним, розмір проспективного дослідження, необхідного для оцінки відносного ризику, часто занадто великий, щоб бути можливим. У ретроспективних дослідженнях відношення шансів забезпечує оцінку відносного ризику. Слід бути особливо обережним, щоб уникнути джерел упередженості [Архівовано 6 листопада 2019 у Wayback Machine.] та викривлення висновків  [Архівовано 4 червня 2019 у Wayback Machine.] у ретроспективних дослідженнях. 

## Сильні і слабкі сторони
Дослідження "випадок-контроль" є відносно недорогим і поширеним типом епідеміологічного дослідження, яке може проводитися невеликими колективами або окремими дослідниками в окремих установах таким чином, яким більш структуровані експериментальні дослідження часто не можуть бути виконані. Вони вказали шлях до низки важливих відкриттів та досягнень. Дослідження "випадок-контроль" часто використовується при вивченні рідкісних захворювань або як попереднє дослідження, коли мало відомо про зв'язок між фактором ризику та досліджуваним захворюванням. 
Порівняно з проспективними когортними дослідженнями вони, як правило, є менш затратними та коротшими за тривалістю. У кількох ситуаціях вони мають більшу статистичну потужність, ніж когортні дослідження, у які часто потрібно чекати, коли набереться «достатня» кількість випадків захворювання. 
Дослідження "випадок-контроль" мають спостережний характер і, таким чином, не забезпечують такого ж рівня доказів, як рандомізовані контрольовані випробування. Його результати можуть бути викривлені іншими факторами, настільки, що вони можуть бути протилежними у дослідженнях вищої якості. Мета-аналіз того, що було виявлено в 30 високоякісних дослідженнях "випадок-контроль", дійшов висновку, що використання певного продукту зменшило певний ризик удвічі, коли насправді цей ризик був підвищений.  Також в умовах дослідження "випадок-контроль" може бути складніше встановити хронологію впливу певного чинника на результат захворювання, ніж в рамках проспективного когортного дослідження, коли дія чинника визначається до того, як починають слідкувати за суб'єктами. Найважливіший недолік у дослідженнях "випадок-контроль", пов'язаний з труднощами отримання вірогідної інформації про дію чинника на людину в часі. Отже, дослідження "випадок-контроль" у ієрархії доказів розташовані на низькому рівні. 

## Приклади
Одним із найбільш значущих тріумфів досліджень "випадок-контроль" була демонстрація статистично значущого зв’язку між курінням тютюну та раком легенів Річардом Доллом та Бредфордом Хіллом. Опоненти протягом багатьох років стверджували, що цей тип досліджень не може довести наявність причинно-наслідкового зв'язку, але, врешті-решт, результати інших когортних досліджень підтвердили причинно-наслідковий зв’язок, який був встановлений у дослідженнях "випадок-контроль"   і тепер загальносприйнято, що куріння тютюну є причиною приблизно 87% усіх випадків смертності від раку легенів у США. 

## Аналіз
Дослідження "випадок-контроль" спочатку аналізувались шляхом тестування того, чи є значущі відмінності між часткою осіб, що піддавались дії певного чинника, серед "випадків" та контролю. Згодом Корнфілд (Cornfield) показав, що, коли досліджуваний результат захворювання є рідкісним, відношення шансів (odds ratio) впливу чинника може бути використаний для оцінки відносного ризику (relative risk). Пізніше Міеттінен (Miettinen) у 1976 році показав, що відношення шансів впливу чинника може бути використане для прямої оцінки співвідношення відношення (rate ratio) без необхідності припущення Корнфілда про рідкісне захворювання (rare disease assumption).   

## Дивитися також
- Дослідження "випадок-контроль" із вкладеною вибіркою
- Ретроспективне когортне дослідження
- Рандомізоване контрольоване випробування

## Додаткова література
- Stolley, Paul D.; Schlesselman, James J. (1982). Case–control studies: design, conduct, analysis. Oxford [Oxfordshire]: Oxford University Press. ISBN 0-19-502933-X.